# Röjdykare

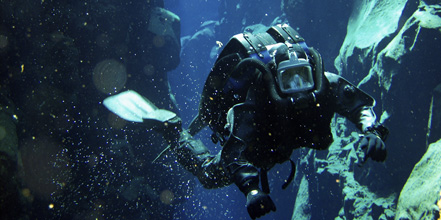
Röjdykare.

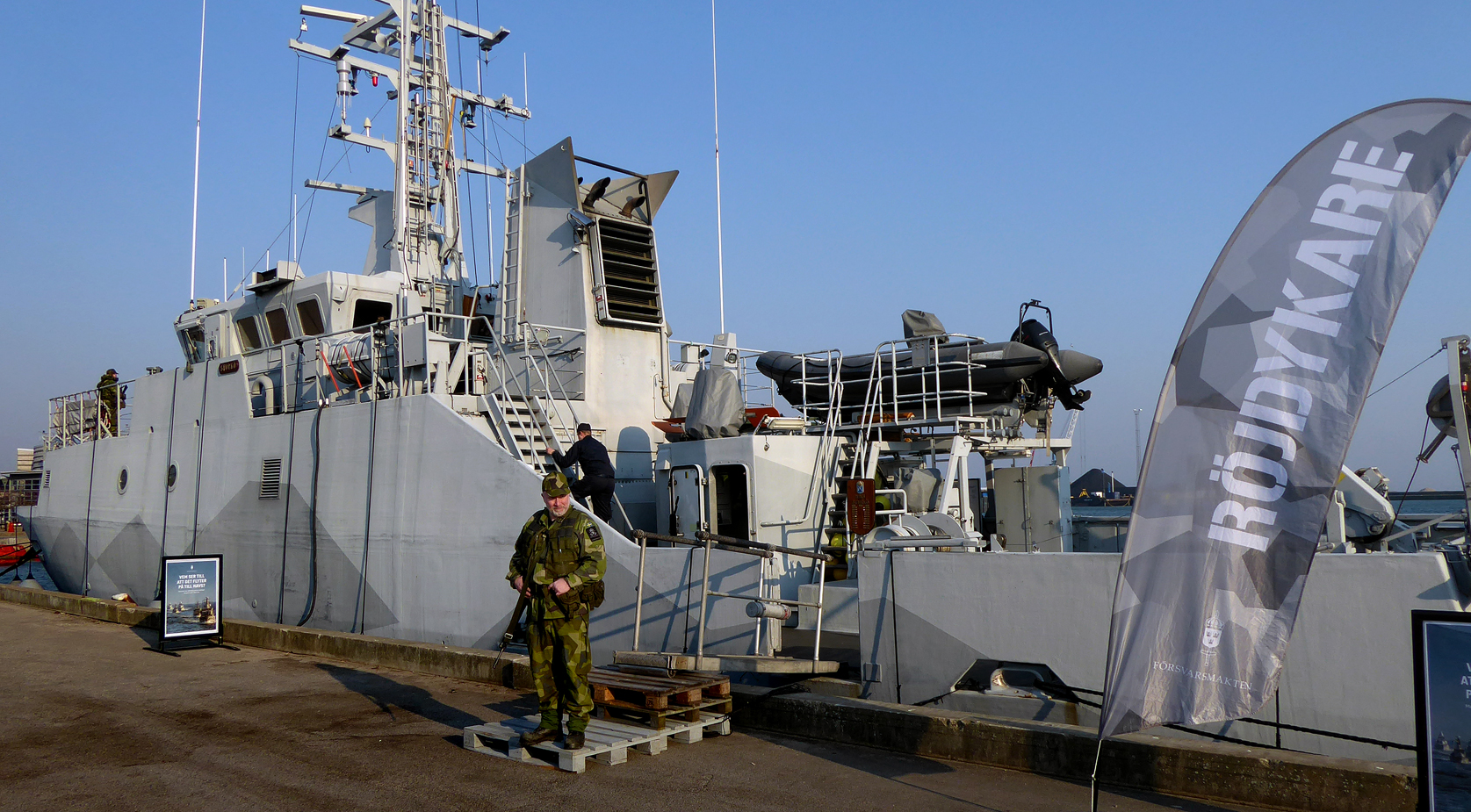
HMS Sturkö är ett fartyg specialiserat på minröjning, här på besök i Ystad 5 april 2019.

Röjdykare är en lätt dykare med huvuduppgift att röja sjöminor och andra undervattenshinder. Röjdykare ingår i marinens minröjningsförband. Utbildning till röjdykare är fysiskt och mentalt krävande varför noggranna tester före antagning sker.

## Historia
Erfarenheter under första världskriget ledde till att man övervägde metoder att bättre undersöka platser avsedda för landstigning. År 1942 skapade USA:s flotta en enhet inom Seabees, Navy Scouts and Raiders, för detta ändamål. Behovet av röjdykare under andra världskriget blev snart tydligt och en första operation med sådana genomfördes i Afrika. År 1943 skapades en särskild dykarenhet för ändamålet.

## Sverige

### Historia
År 1952 genomgick de dåvarande löjtnanterna Rolf Hamilton och Gösta Fahlman en specialkurs i lätt dykning för kommandosoldater hos amerikanska flottans Underwater Demolition Team (UDT), föregångare till Navy SEAL, i San Diego, USA. Vid hemkomsten förlade Hamilton utbildningen av röjdykare till Skredsvik på västkusten, som sedan dess varit röjdykarnas hemvist. Kapten Hamilton blev efter den genomförda utbildningen i USA chef för den första röjdykarkursen vid Gullmarsbasen i Skredsvik 1954. Från 1956 och ett antal år framåt utbildades även attackdykare i Skredsvik. Senare koncentrerades utbildningen till att endast omfatta röjdykare.
Utbildningen har sedan start varit krävande att genomföra och har alltid varit helt frivillig för såväl värnpliktiga som anställt befäl. Sammanlagt har drygt 1000 personer genomfört utbildningen till röjdykare i flottan sedan 1952. Även inom kustartilleriet har det utbildas röjdykare (KA RöjDyk) under perioden 1952–1974, men dessa utvecklades senare till mindykare.

### Uttagning
Uttagningen sker i Sverige i två steg:
1. Mönstring vid Plikt-och prövningsverket. Mönstringen inkluderar bland annat teoretiska prov i syfte att mäta allmänbegåvning, medicinska undersökningar så som syn- och hörselundersökning, fysiskt arbetsprov i syfte att undersöka syreupptagningsförmågan (konditionen), styrkeprov samt psykologintervju.
Mönstring genomförs inte av personer som tidigare genomfört värnplikt och därmed redan mönstrat och genomfört en militär grundutbildning.
De som uppfyller de grundläggande kraven för röjdykare kan efter det bli kallade till en utökad mönstring/kompletterande prövning.
2. Kompletterande prövning (KP).
De som uppfyller de grundläggande kraven mot röjdyk blir kallade till en kompletterande prövning (tidigare förmönstring). Prövningen genomförs under fyra dagar i Karlskrona. Under prövningen genomförs fysiska tester så som löptest 3 km, styrketester i form av chins, dips, situps, marklyft, armhävningar, ryggresningar samt olika vattenövningar (vattenfys) som dyk till botten, kullerbyttor, undervattenssim, vattentramp mm. Dessa vattenövningar genomförs i högt tempo under en lång tid. Omfattande medicinska undersökningar genomförs också för att de blivande dykarna skall klara av tjänsten som dykare. Utöver detta genomgår de prövande en intervju med officerare från röjdykardivisionen.
KP Röjdyk är mycket fysiskt krävande och ställer höga krav på fysisk prestationsförmåga och motivation. Endast 20 procent av dem som kommer till en KP är kvar dag 4. De största anledningarna till att en viss andel av de prövande inte klarar testerna är bristande motivation och dåliga förberedelser.

### Utbildning
Utbildningen till röjdykare har förändrats i och med att hela Försvarsmaktens utbildningssystem har förändrats. Själva röjdykarutbildningen är i stort densamma men den del av utbildningen som tidigare bestod av en rekrytutbildning med gröntjänst är nu till viss del ersatt med grundläggande militär utbildning (GMU). För den som inte tidigare har genomfört militär utbildning genomförs GMU tillsammans med andra aspiranter innan röjdykarutbildningen påbörjas. Den totala utbildningstiden varierar i och med att civila, soldater/sjömän och redan utbildade officerare har olika utbildningsbehov före den gemensamma utbildningen.
Den gemensamma utbildningen, röjdykarutbildningen, genomförs till största del i Skredsvik på västkusten. Den består bland annat av grundläggande dykutbildning, dykning med blandgassystem till ett djup av 60 m, utbildning i ammunitionsröjning på land såväl som i vatten, undervattensdokumentation, RIB-utbildning och navigation, gruppstrid etcetera. Utbildningen präglas av tunga fysiska moment och långa dagar där både teoretisk och praktisk kunskap ska tillgodogöras.
Efter avklarad röjdykarutbildning erhåller aspiranterna röjdykarnas utbildningstecken och dessutom äran att få bära röjdykarnas skyddshelgon Anselm (Sir Anselm Sakarias Dykén) runt halsen.

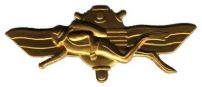
Utbildningstecken Röjdykare.

Fortsatt tjänstgöring och utbildning varierar därefter. Vissa utbildas mot att arbeta som röjdykare/röjdykbefäl ombord på fartyg medan andra utbildas mot att bli ammunitionsröjningssoldater/-befäl i huvudsak på land (EOD-operatörer).

### Röjdykardivisionen
Vid röjdykardivisionen i Skredsvik utbildas en grupp särskilt utvalda sjömän och officerare till marinens röjdykare. Röjdykarna jobbar med att lokalisera och röja sjöminor och ammunitionseffekter i svenska och internationella vatten. Röjdykardivisionen bidrar även med personal till försvarsmaktens samlade ammunitionsröjningsförmåga på land genom divisionens EOD-grupper (Explosive Ordnance Disposal – ammunitionsröjning). Deras förmågor är efterfrågade och de deltar regelbundet i internationella insatser, så som Afghanistan där de röjer oexploderad ammunition och hemmagjorda bomber (IED). Personal från röjdykardivisionen har deltagit i Operation Atalanta utanför Somalias kust, där operatörer ingått i bordningsstyrkan. Röjdykardivisionen har sin bas i Skredsvik, vid Gullmarsfjorden. Basens ligger väderskyddad och med omedelbar tillgång till det vattendjup som behövs för utbildning av röjdykare till 60 meters djup. Med varierande terräng finns det goda möjligheter till fysisk träning, utbildning och dykning.